# Artur Akhmatkhuzin
Artur Kamilevich Akhmatkhuzin (en russe : Артур Камилевич Ахматхузин, en bachkir : Әхмәтхужин Артур Камил улы, né le 21 mai 1988 en Bachkirie) est un escrimeur russe pratiquant le fleuret.

## Carrière
Elève d'Ilgar Mamedov, Artur Akhmatkhuzin est membre de l'équipe junior en 2005-2010, puis membre de l'équipe nationale de la Fédération russe depuis 2010. Il est diplômé de la faculté des entraîneurs de l'université d’État de l'éducation physique, du sport, de la jeunesse et du tourisme de Russie en 2011.
En 2012, il est sélectionné pour participer aux Jeux olympiques de Londres. L'année suivante il obtient la médaille d'argent aux Championnats du monde à Budapest.
En 2015 Akhmatkhuzin remporte les médailles d'argent européenne et mondiale par équipe mais aussi une médaille de bronze individuelle aux mondiaux de Moscou. De nouveau champion d'Europe par équipe en 2016, il est sélectionné pour les Jeux olympiques où il remporte le titre par équipe.

## Palmarès
- Jeux olympiques
  -  Médaille d'or par équipe aux Jeux olympiques de 2016 à Rio de Janeiro

- Championnats du monde d'escrime
  -  Médaille d'argent aux Championnats du monde d'escrime 2013 à Budapest
  -  Médaille d'argent par équipe en 2015 à Moscou
  -  Médaille de bronze aux Championnats du monde d'escrime 2015 à Moscou

- Championnats d'Europe d'escrime
  -  Médaille d'or par équipe en 2016 à Toruń
  -  Médaille d'or par équipe en 2015 à Montreux